# Columbita-(Mn)
La columbita-(Mn) es un mineral óxido de composición (Mn,Fe2+)(Nb,Ta)2O6 incluido en el grupo IV de la clasificación de Strunz.
El nombre de columbita fue asignado por el químico inglés Charles Hatchett (1765-1847) en 1801, a partir de un ejemplar recogido a mediados del siglo XVII en un lugar llamado Nautneague (considerado el actual Haddam, Connecticut, Estados Unidos). 
En este espécimen Hatchett identificó un nuevo elemento, al que llamó columbio (conocido hoy como niobio) en honor de Cristóbal Colón, descubridor de América.
El nombre del mineral conserva la raíz columb- del antiguo nombre del elemento; por su parte, el sufijo -(Mn) indica el predominio del manganeso en esta especie mineral.
Así, otro nombre habitual de la columbita-(Mn) es manganocolumbita.

## Propiedades

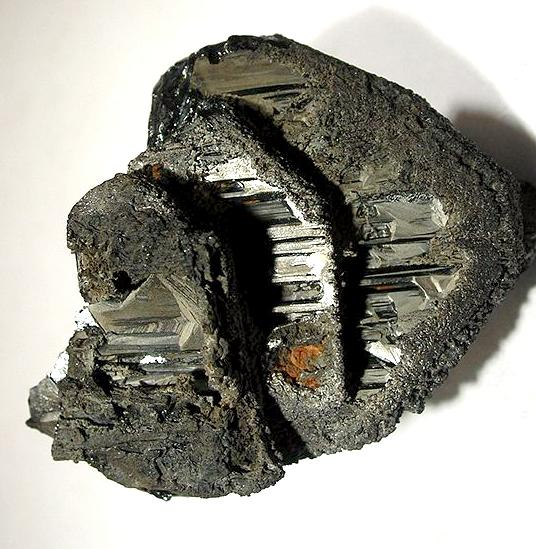
Columbita-(Mn) procedente del monte Chief (California, EE. UU.)

La columbita-(Mn) es un mineral opaco de color negro o negro parduzco y brillo submetálico o vítreo. Con luz transmitida tiene color pardo rojizo, mientras que con luz reflejada su color es blanco grisáceo con un tinte parduzco; asimismo, muestra un notable pleocroísmo en rojo, pardo rojizo y naranja.
Es un mineral frágil, con dureza 6 en la escala de Mohs y densidad entre 5,2 y 6,65 g/cm³.
Cristaliza en el sistema ortorrómbico, clase dipiramidal.
Su contenido en Nb2O5 va del 39% al 50% y el de Ta2O5 del 29% al 42%; los contenidos de MnO y Fe2O3 pueden alcanzar el 18% y el 1% respectivamente. Como impurezas puede contener titanio y tungsteno.
La columbita-(Mn) forma una serie mineralógica con la columbita-(Fe).

## Morfología y formación
La columbita-(Mn) forma cristales prismáticos cortos, pudiendo presentarse en grupos de cristales paralelos o subparalelos. También puede adoptar hábito masivo como la columbita-(Fe).
Es un mineral accesorio y constituyente primario de pegmatitas de granito; también es un mineral detrítico en depósitos de placer.
Con frecuencia se halla asociado a la tantalita, formando el coltán. Otros minerales con los que suele aparecer asociado son albita, microclina, berilo, lepidolita, moscovita, turmalina, espodumena, litiofilita, trifilita, ambligonita y triplita.

## Yacimientos
Los yacimientos de columbita-(Mn) son numerosos en los Estados Unidos: la pegmatita Harding (Taos, Nuevo México), la mina Mica Lode (Fremont, Colorado) y Middletown (Delaware, Pennsylvania) son algunas localizaciones de este mineral óxido.
En Argentina se encuentra columbita-(Mn) en la mina Ángel (Córdoba), en el Nevado de Palermo (Salta) y en el depósito Las Águilas (San Luis).
En Portugal existen depósitos en Anjos (distrito de Braga), así como en Guarda y Sabugal (distrito de Guarda). En España este mineral se ha encontrado en el depósito de estaño Feli (La Fregeneda, Salamanca); este enclave es una red de diques de pegmatita y vetas de cuarzo-pegmatita.